# Giro delle Dolomiti 1951
Il Giro delle Dolomiti 1951 fu la quarta ed ultima edizione della corsa, aperta solo agli indipendenti. Fu vinta da Giovanni Zampieri, che dopo il successo del 1949 concluse in testa la classifica generale. Giovanni Roma vinse il maggior numero di tappe con due successi.

## Tappe
| Tappa | Data        | Percorso                               | km | Vincitore di tappa | Leader cl. generale |
| ----- | ----------- | -------------------------------------- | -- | ------------------ | ------------------- |
| 1ª    | 30 agosto   | Treviso > Trento                       | ?  | Arrigo Padovan     | Arrigo Padovan      |
| 2ª    | 31 agosto   | Trento > Merano                        | ?  | Giovanni Roma      | -                   |
| 3ª    | 1 settembre | Merano > Auronzo di Cadore             | ?  | Giacomo Zampieri   | -                   |
| 4ª-1ª | 2 settembre | Auronzo di Cadore > Pieve di Soligo    | ?  | Danilo Barozzi     | -                   |
| 4ª-2ª | 2 settembre | Pieve di Soligo > Treviso (Cronometro) | ?  | Giovanni Roma      | Giacomo Zampieri    |

### Classifica generale
| Pos. | Corridore        | Squadra      | Tempo |
| ---- | ---------------- | ------------ | ----- |
| 1    | Giacomo Zampieri | Indipendente | ?     |
| 2    | Giovanni Roma    | Indipendente | a ?   |
| 3    | Donato Zampini   | Indipendente | a ?   |
| 4    | Elio Brasola     | Indipendente | a ?   |
| 5    | Arrigo Padovan   | Indipendente | a ?   |